# 1,1-乙二磺酸
1,1-乙二磺酸是一种有机硫化合物，化学式为CH3CH(SO3H)2，它是1,2-乙二磺酸的同分异构体。它可由1,1-乙二磺酸钡和硫酸反应制得。它可以和五氯化磷反应，得到1,1-乙二磺酰氯；它加热蒸馏会分解出硫酸。它的盐类是已知的。